# Afristivalius vancanneyti
Afristivalius vancanneyti är en loppart som först beskrevs av Berteaux 1947.  Afristivalius vancanneyti ingår i släktet Afristivalius och familjen Stivaliidae. Inga underarter finns listade i Catalogue of Life.